# 子供銀行券
子供銀行券（こどもぎんこうけん）は、日本銀行券を模した玩具である。

## 概要
主にお店屋さんごっこなど、子供がお金の使い方を学ぶために使用される。また、トランプなどのパーティグッズを模した物もある。玩具店の他100円ショップで売られていたり、お菓子のおまけでついていることもある。
市場での買いと売りのスプレッドは極端に大きい（前述の100円ショップや玩具店などで日本円と交換することはできるが、日本円に戻す場合はリサイクルショップで非常に低価格で売却される）。そのため、金融資産としての価値は無いと考えられている。
発祥は明らかになっていないが、1950年前後に発売されたと考えられる玩具「貯金あそび」で、既に「子供銀行券」の表記が登場している。
カードぐらいのサイズで作られたり、意匠のデフォルメされているものも多いが、子供銀行券に限らず一般的に本物の紙幣に紛らわしいものは、製造業者に通貨及証券模造取締法の適用の可能性がある。
また、紙幣を模したものの表題は、「子供銀行券」のほか、「玩具銀行券」「見本銀行券」「贅沢銀行券」など様々な表記がある。
また、子供銀行券と同様のものとして、硬貨を模した玩具もあり、こちらは多くは「日本国」の代わりに「子供銀行」と表記され、プラスチック製である。

## 子供銀行券の類を実際の支払いで使用した事件
子供銀行券の類を取引の当事者が認識、同意したうえで支払いに使う場合は問題は無い。
以下は本項に限ったことではない、何らかの印刷物や鋳造したものなどを実物の貨幣と誤解される使用の例である。
子供銀行券は、当然ながら実物の紙幣ではないため、実物の紙幣と誤解させる使用をすれば詐欺罪に当たる。これに当たる事件の事例としては次のようなものがある。
必ずしも子供向けとは言えないが、2013年には「贅沢銀行券」なる一万円紙幣のデザインを改変した付箋が盛岡市のイオンで使用される事件があった。裏面は白紙で、金額の表記も「百万円」に、また福沢諭吉の表情も笑ったものに変えてあったが、大きさや色合いがそっくりのため、店員がだまされた事件である。この事件で使用された「贅沢銀行券」の「百万円札」は、人物名の表記も「贅沢諭吉」に、銘板も「贅沢付箋印刷局製造」に変えられていた。
2013年には、それと同じ「贅沢銀行券」の「百万円札」を名古屋市のコンビニエンスストアで深夜にフライドチキンの購入で使用した男性が逮捕された事件や、高校生2人が「見本銀行券」の「百万円札」を大阪の煙草屋で両替に使用して逮捕された事件も起こっている。
2017年には、子供銀行券を拡大カラーコピーし、援助交際相手の女性に対価として、子供銀行券のカラーコピー「5万円」を支払った男性が、通貨及証券模造取締法違反の容疑で逮捕される事件が起こった。